# Colle della Maddalena (Colline del Po)
Il Colle della Maddalena, come viene impropriamente chiamato, o Bric della Maddalena, termine orograficamente corretto, è il rilievo più elevato (715 m s.l.m.) delle Colline del Po, a pochi chilometri a est da Torino. 

## Descrizione
Si tratta di una piccola area collinare situata sotto il demanio della città metropolitana di Torino, a circa 10 km dal centro cittadino. Confina a ovest e a nord con Cavoretto e le località di Colle dell'Eremo e Pian del Lot, a sud con la frazione Revigliasco di Moncalieri, a est col territorio comunale di Pecetto Torinese. Il suo versante nord-occidentale è inserito nel Parco della Rimembranza, inclusa la sua sommità che raggiunge un'altezza di 715 metri, superando di pochissimo il vicino Bric della Croce (712 metri). Da qui si domina gran parte delle Colline del Po, delle Alpi occidentali e della città di Torino. La prominenza topografica del Bric della Maddalena è di 495 metri.

## Storia

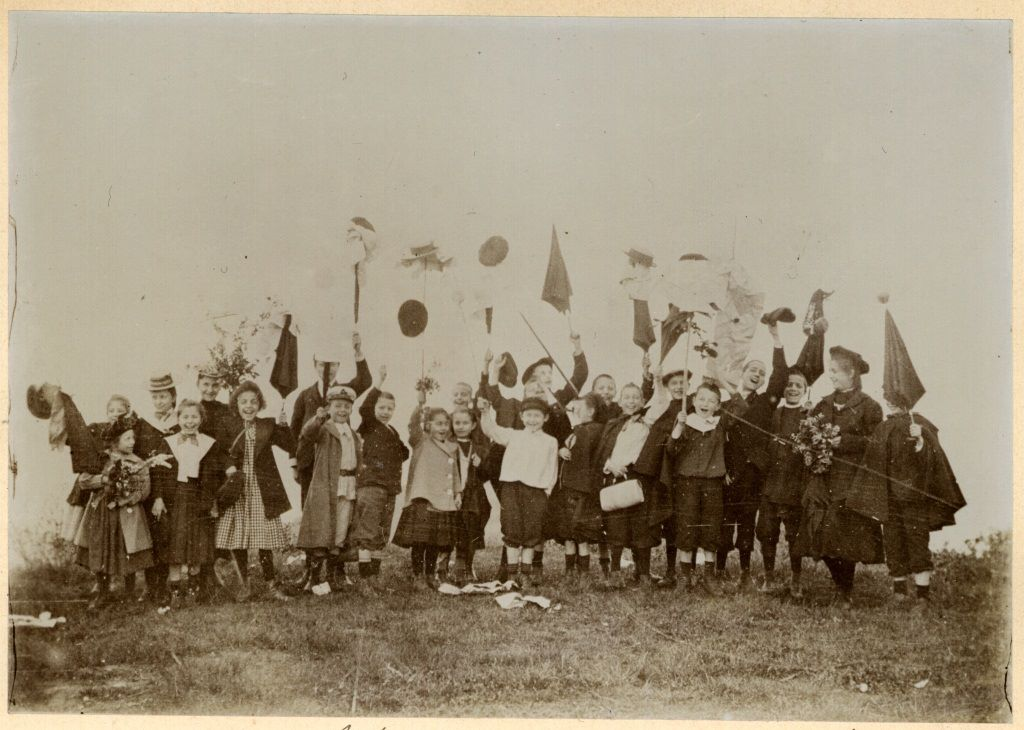
1902: gita di bambini alla cima del Bric (foto M.Gabinio

Reperti preistorici furono rinvenuti prima dell'arrivo dei Caburriates, un'antica tribù celtica legata ai Taurini del V secolo a.C. che si insediarono presso la più bassa zona di Cavoretto. Con l'arrivo degli antichi romani poi, la vetta fu utilizzata semplicemente come avamposto con vista su Augusta Taurinorum.
Fu soltanto con l'arrivo dei frati domenicani (XIII secolo ca.) che il Bric fu dedicato al culto di Maria Maddalena. L'intera area rimase pressoché selvaggia finché, nel 1925, Vittorio Emanuele III volle inaugurare un Parco della Rimembranza per il decennio della prima guerra mondiale e i caduti torinesi. Tre anni dopo, il senatore Giovanni Agnelli fece erigere al suo interno il Faro della Vittoria, sempre in ricordo della Grande guerra. Nel prosieguo del XX secolo furono poi installate numerose antenne e ripetitori radio televisivi per una buona copertura di segnale su tutta Torino.

## Accesso alla cima
Una strada provinciale transita pochi metri al di sotto della cima del bric partendo da San Vito e dalla Val Salice, a Torino, o da Pino Torinese, Revigliasco e Pecetto. Il nome Colle della Maddalena si riferisce perciò al punto più elevato che raggiunge la strada nei pressi del bric, in corrispondenza della linea di spartiacque.
La Maddalena è anche raggiungibile dal sentiero escursionistico della Grande Traversata della Collina.